# صموئيل غرينبيرغ
صموئيل غرينبيرغ (بالإنجليزية: Samuel Greenberg)‏ هو شاعر أمريكي، ولد في 13 ديسمبر 1893 في نيويورك في الولايات المتحدة، وتوفي بنفس المكان في 16 أغسطس 1917.